# Jean Fernel

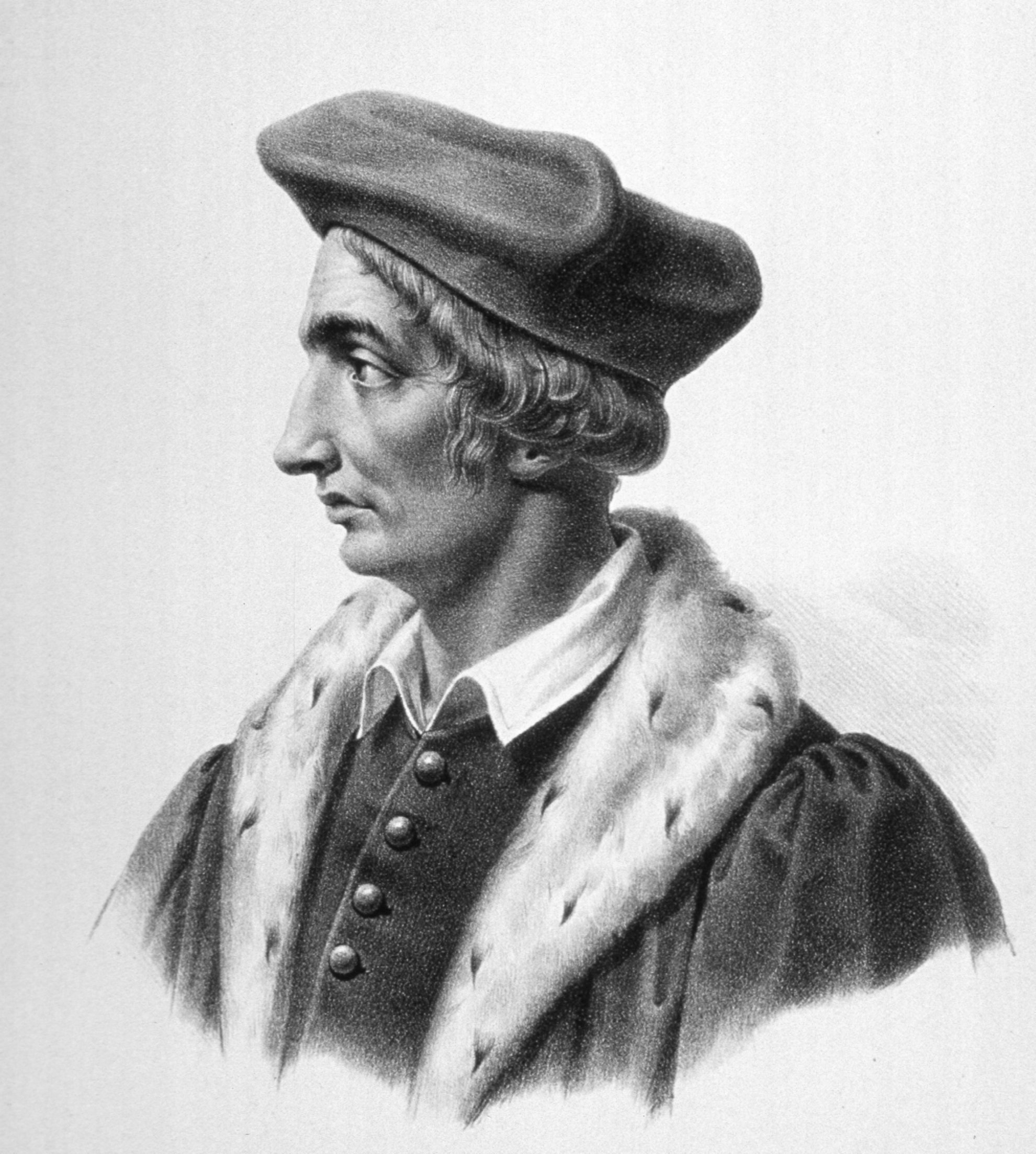
Retrato de Jean Fernel.

Jean Fernel (Montdidier, 1497 – París, 1558), llamado "El Galeno moderno", por sus numerosos escritos. Fue un médico, matemático y astrónomo francés. Su nombre latinizado es Fernelius.

## Biografía
Fernel nació en Montdidier (Somme); tras realizar sus estudios elementales en su tierra natal, fue a París. Allí, primero estudió matemática y astronomía. Escribió una Cosmotheoria (1528) donde determinó un grado del meridiano entre la capital francesa y Amiens, mediante un contador mecánico que había elaborado. Es la primera medida moderna del grado de longitud terrestre. Encontró que la longitud de 1º de meridiano era de 56,746 toesas. Considerando que 1 toesa=1.968 m se concluye que erró por defecto en 324 toesas.
Pero Fernel sobre todo ha contribuido de un modo importante a la medicina. Introdujo en el léxico médico el término "fisiología" para describir el estudio de las funciones corporales. Fue el pionero en la descripción del canal vertebral. 

Representa el deseo de renovación que hubo en su siglo. Aun dentro del cuadro teórico de Galeno y del viejo humoralismo, lo atempera con la busca de localizaciones precisas de los productos elaborados por cada parte corporal y sobre todo por sus conocimientos basados en las disecciones. Era un hombre práctico y un gran observador, pero estaba enriquecido con un soporte lógico implacable; buscó las causas ocultas (De abditis rerum causis) y llegó así a ofrecer una síntesis de calidad recogiendo toda la medicina tradicional: Universa Medicina, su obra capital, está dividida en 'Physiologia', 'Pathologia' y 'Therapeutica'. 

Therapeutice, seu medendi ratio.

Por su gran erudición y por la habilidad con que hizo revivir el estudio de la medicina antigua (la griega) logró gran reputación y alcanzó una buena posición económica. Fue nombrado médico de corte de Enrique II de Francia. 
El cráter lunar Fernelius lleva este nombre en su memoria.
El premio Nobel de Medicina Charles Sherrington dedicó a Fernel el libro Endeavour of Jean Fernel en el que analiza la monumental obra del médico francés "Tratado de medicina", con la que pretendía revaluar las ideas de Galeno en su tratado de Fisiología.

## Obras

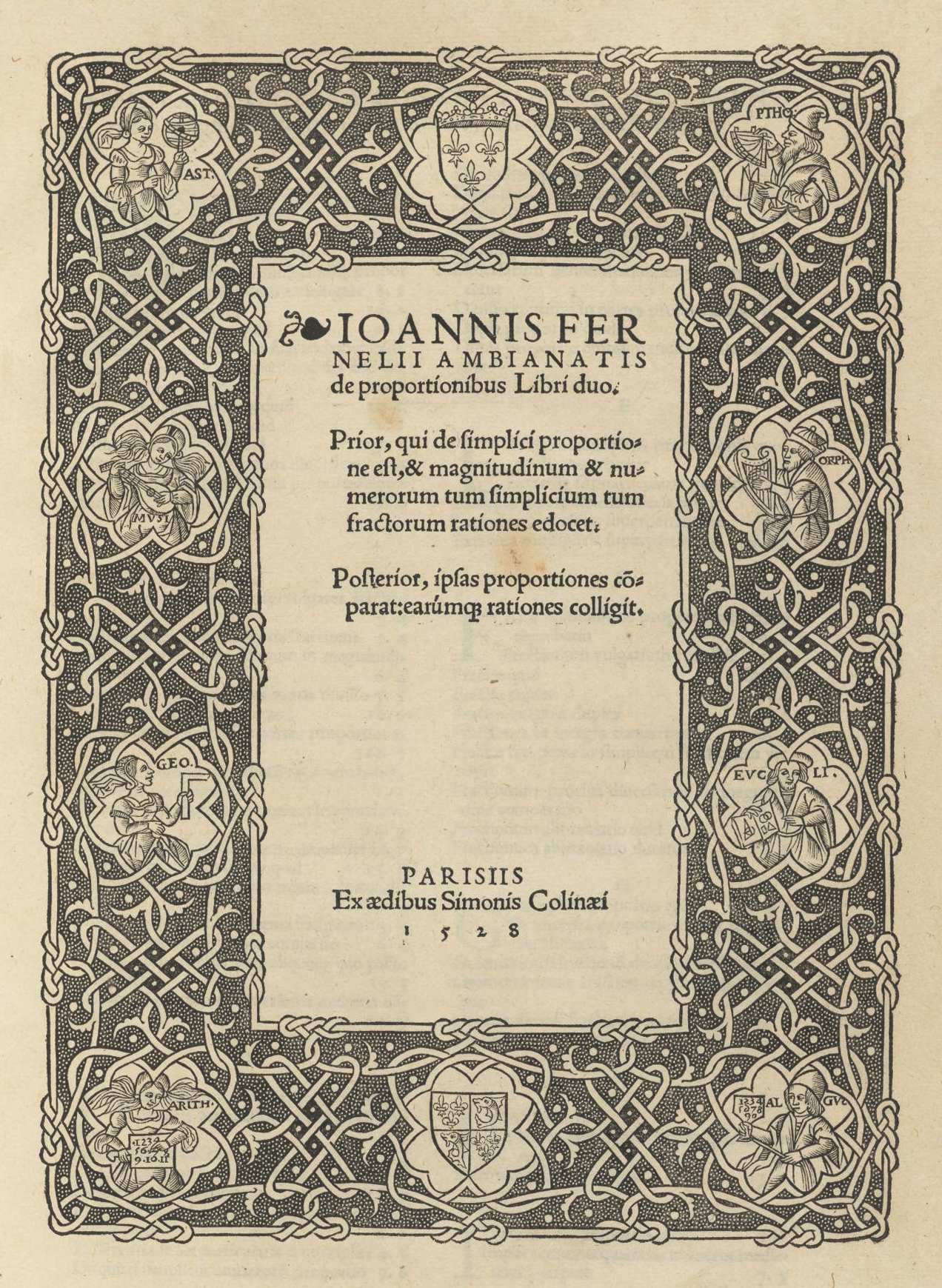
De proportionibus libri duo (1528).

- De proportionibus (1528), 2 partes
- Ambianatis Cosmotheoria (1528), 2 partes
- De naturali parte medicinae (1542), 7 partes
- De vacuandi ratione (1545)
- De abditis rerum causis (1548), 2 partes
- Medicina, ad Henricum II, Galliarum regem christianissimum (1554)
- Thierapeutices universalis (1569), 7 partes
- Febrium curandarum methodus generalis (1577)
- De luis venereæ curatione perfectissima liber (1579)
- Consiliorum medicinalium liber (1582)
- Consilium pro epileptico scriptum (1581)
- Pathologiæ, archiatri clarissimi (1587), 7 partes
- Pharmacia Joannis Fernelii cum Guilel. Planti et Franc. Saguyeri scholiis, in usum pharmacopoearum (1605)
- De arthritidis praeservatione et curatione clarorum doctissimorumque nostrae aetatis medicorum consilia (1602)